# Jack Draper
Jack Alexander Draper (Londra, 22 dicembre 2001) è un tennista britannico.
Nel circuito maggiore ha vinto tre titoli, tra cui il Masters 1000 di Indian Wells 2025, nei tornei del Grande Slam vanta come migliore risultato la semifinale agli US Open 2024. Il suo miglior ranking ATP è la 4ª posizione, raggiunta nel giugno 2025.
Ha fatto il suo esordio nella squadra britannica di Coppa Davis nel 2023. Tra gli juniores si è aggiudicato la finale in singolare al torneo di Wimbledon 2018 ed è stato nº 7 nel ranking mondiale di categoria.

## Biografia
Nato nel sobborgo londinese di Sutton, ha iniziato a giocare a tennis a 6 anni al locale Sutton Tennis & Squash club con il fratello sotto la tutela della madre Nicky, ex campionessa britannica juniores e in seguito allenatrice di tennis. Il padre Roger è stato un tennista a livello dilettantistico ed è ex-amministratore delegato di Sport England e della federazione britannica di tennis, la Lawn Tennis Association (LTA), incarico che ha svolto tra il 2006 e il 2013. È stato inoltre direttore esecutivo della Super League di rugby a 13 e in seguito consulente globale del Boston Consulting Group. Dopo essere diventato uno dei migliori tra i giovani tennisti britannici, Jack Draper ha ricevuto dalla federazione britannica LTA una borsa di studio comprensiva di supporto medico e finanziario e la possibilità di allenarsi al National Tennis Centre sotto la guida dell'LTA National Coach James Trotman.

## Carriera

### Juniores
Nel 2015 esordisce nell'ITF Junior Circuit, nel quale vincerà tre titoli in singolare e due in doppio. Nel 2018 perde la finale al torneo di Wimbledon juniores contro Tseng Chun-hsin per 1–6, 7–6(2), 4–6. Il 31 dicembre 2018 raggiunge il suo best ranking alla 7ª posizione mondiale under-18.

### 2017-2020: inizi da professionista, primi titoli ITF ed esordio nel circuito ATP
Il 18 settembre 2017, all'età di 15 anni, disputa il suo primo incontro da professionista al torneo Great Britain Futures F5 di Nottingham, supera le qualificazioni e viene eliminato al primo turno del tabellone principale. Quello stesso anno fa la sua prima esperienza nel circuito maggiore alle qualificazioni di Wimbledon e viene sconfitto al primo turno da Mohamed Safwat.
L'anno successivo vince il suo primo titolo nel circuito ITF sul cemento del Great Britain F4 a Nottingham, superando in finale il connazionale Andrew Watson con il punteggio di 3–6, 7–6(3), 6–0. Nel giro di un mese vince altri due titoli ITF al Great Britain F5 di Wandsworth e al Nigeria F5 di Lagos. A giugno e a luglio è nel tabellone di qualificazione al torneo ATP Tour 500 del Queen's e a Wimbledon, e in entrambi viene sconfitto al primo incontro.
Nel luglio 2019	vince il primo titolo in doppio all'ITF M15 di Cancún e in agosto vince gli M25 in singolare a Roehampton e a Chiswick. A settembre perde per la prima volta in finale all'M25 di Kiryat Shmona, sia nel torneo di singolare che in quello di doppio, e a fine mese vince in singolare quello di Shrewsbury. Nel 2020 disputa due finali ITF, a febbraio perde quella all'M25 di Glasgow e il mese successivo vince quella di Sunderland battendo in finale Igor Sijsling.

### 2021: quarti di finale al Queen's
Nel febbraio 2021 disputa la sua prima semifinale in un Challenger al torneo di doppio a Potchefstroom I. A marzo viene ammesso con una wild card al tabellone principale del Miami Open, il suo primo Masters 1000, ed è costretto al ritiro durante il match di esordio contro Michail Kukuškin per un malore dovuto alla temperatura elevata. A maggio gioca la sua prima finale sulla terra rossa al torneo ITF M25 di Praga e viene sconfitto da Manuel Guinard. A fine mese disputa il suo ultimo torneo ITF all'M25 Jablonec nad Nisou, è costretto al ritiro nei quarti di finale e resta lontano dalle competizioni per tre settimane.
Rientra in giugno ed entra con una wild card nel tabellone principale all'ATP 500 del Queen's, dove vince i suoi primi incontri nel circuito maggiore sconfiggendo nell'ordine Jannik Sinner e Aleksandr Bublik, e ai quarti di finale viene eliminato in due set da Cameron Norrie. È il più giovane tennista britannico a raggiungere un quarto di finale in un torneo ATP dopo Andy Murray nel 2006. Grazie a questi risultati, il 22 giugno porta il best ranking al 250º posto mondiale. A fine mese entra per la prima volta nel tabellone principale a Wimbledon grazie a una wild card, al primo turno vince il primo set contro il nº 1 al mondo Novak Đoković, che si impone in rimonta al quarto set. Subito dopo si infortuna a un legamento della caviglia e torna a giocare nel circuito Challenger sei settimane più tardi. A fine stagione disputa la sua prima semifinale in singolare in un Challenger a Ortisei.

### 2022: primi titoli Challenger, prima semifinale ATP, quarti di finale a Montréal e 41º nel ranking
Nei primi mesi del 2022 si aggiudica i suoi primi quattro titoli Challenger vincendo tutte le finali disputate; il primo titolo arriva al Forlì II con il successo in finale su Jay Clarke per 6–3, 6–0. A febbraio vince il Forlì IV sconfiggendo Tim van Rijthoven e la settimana successiva batte Alexander Ritschard al tie-break del set decisivo nella finale del Forlì V, in questo periodo entra per la prima volta nella top 200 del ranking. A marzo fa il suo esordio nel tabellone principale di un Masters 1000 al Miami Open, elimina al primo turno Gilles Simon e viene sconfitto al secondo da Cameron Norrie. Ad aprile vince il suo quarto Challenger a Saint-Brieuc superando in finale Zizou Bergs.
Il buon momento di forma prosegue al Madrid Masters, al primo turno concede solo 7 giochi al nº 28 del ranking Lorenzo Sonego e viene eliminato al tie-break del set decisivo dal nº 8 del mondo Andrej Rublëv; il mese dopo entra nella top 100, al 99º posto. Al primo turno sull'erba dell'ATP 500 del Queen's sconfigge il nº 14 del mondo Taylor Fritz ed esce di scena al secondo turno per mano di Emil Ruusuvuori. Al successivo torneo di Eastbourne raggiunge la sua prima semifinale ATP con i successi su Jenson Brooksby, sul nº 15 del mondo Diego Schwartzman e su Ryan Peniston nei quarti di finale. Viene eliminato al terzo set da Maxime Cressy e a fine torneo sale alla 94ª posizione mondiale. Vince il suo primo incontro nel tabellone di uno Slam a Wimbledon superando di nuovo Bergs ed esce al secondo turno per mano di Alex de Minaur.
La trasferta estiva americana inizia con l'eliminazione nelle qualificazioni ad Atlanta e prosegue con la sconfitta subita contro Rublev al secondo turno di Washington. Al successivo Masters 1000 di Montréal supera le qualificazioni e offre le sue migliori prestazioni da inizio carriera, elimina tra gli altri il nº 5 del mondo Stefanos Tsitsipas, sconfitto in due set, e Gaël Monfils, costretto al ritiro dopo aver perso il primo set. Viene eliminato nei quarti di finale da Pablo Carreño Busta, che si aggiudicherà il titolo. Con questi risultati guadagna 27 posizioni nel ranking e sale alla 55ª. Continua a progredire in classifica raggiungendo i quarti anche a Winston-Salem, dove elimina Fognini e Thiem e viene sconfitto da Marc-Andrea Huesler. Al suo esordio assoluto agli US Open ha la meglio su Emil Ruusuvuori e al secondo turno batte con un triplo 6–4 il nº 8 del mondo Félix Auger-Aliassime, ottenendo la sua seconda vittoria in carriera su un top 10. Un infortunio a un tendine del ginocchio lo costringe al ritiro durante il terzo set del successivo match contro Karen Chačanov; a fine torneo entra per la prima volta nella top 50, alla 46ª posizione.

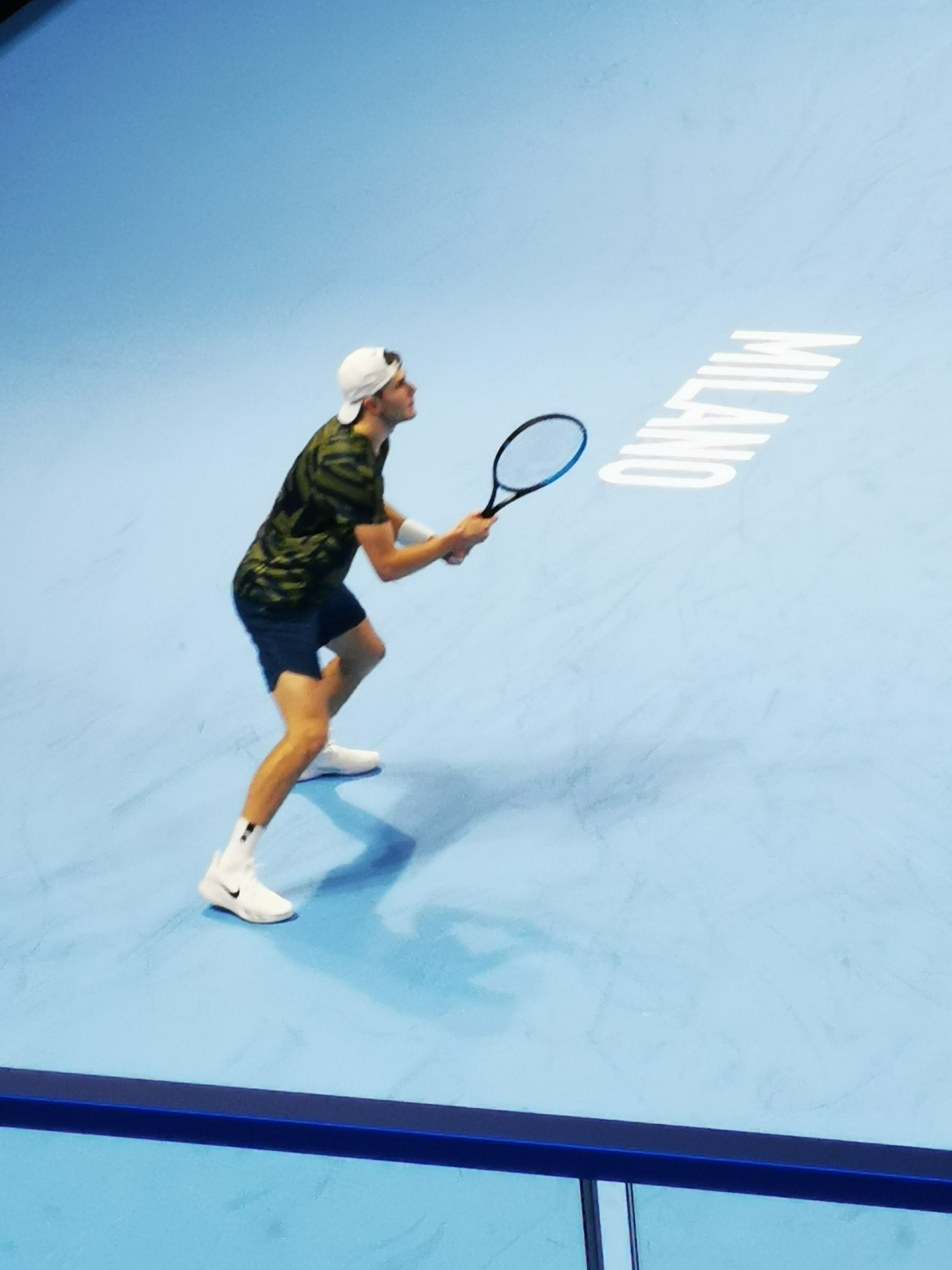
Draper alle Next Gen ATP Finals 2022

Rientra a ottobre inoltrato e perde al terzo e decisivo set contro il nº 11 del mondo Hubert Hurkacz al secondo turno ad Anversa e contro il nº 1 Carlos Alcaraz all'esordio a Basilea. Con il secondo turno raggiunto al Paris Masters porta il best ranking alla 41ª posizione. Qualificato per le Next Generation ATP Finals, accede alla semifinale vincendo due dei tre match di round robin – tra cui quello contro Lorenzo Musetti – e viene eliminato dal vincitore del torneo Brandon Nakashima.

### 2023: prima finale ATP, top 40, esordio in Coppa Davis e infortuni
Inizia la stagione con la sconfitta subita al secondo turno all'Adelaide 1 contro il nº 20 ATP Khachanov. Si prende la rivincita sul russo nei quarti di finale all'Adelaide 2 e, alla sua seconda semifinale ATP, cede al terzo set contro Kwon Soon-woo; a fine torneo sale alla 38ª posizione. Al suo debutto agli Australian Open cede in quattro set al primo turno al nº 2 del mondo e campione uscente Rafael Nadal, match nel quale Draper deve spesso ricorrere alle cure del fisioterapista per crampi. Torna a giocare in marzo a Indian Wells, ripartendo dalla 56ª posizione, e senza perdere set si spinge fino al quarto turno con i successi sui connazionali Daniel Evans e Andy Murray, che lo precedono nel ranking. Durante il match con Murray subisce un infortunio agli addominali che si riacutizza nel successivo incontro con Alcaraz e lo costringe al ritiro. Si ripresenta ad aprile dopo un altro periodo di convalescenza ed esce al secondo turno a Monte Carlo, a cui fa seguito un altro mese di pausa. A Lione supera Miomir Kecmanović e viene sconfitto nei quarti in tre set da Francisco Cerúndolo. Fa quindi il suo debutto al Roland Garros e durante il match di primo turno subisce a una spalla l'ennesima lesione della sfortunata stagione.
Questa volta la convalescenza lo costringe a rientrare dopo due mesi e mezzo e a ripartire dal 123º posto della classifica, e si infortuna e si ritira anche al secondo turno di Winston-Salem. Riesce comunque a scendere in campo la settimana successiva agli US Open e per la prima volta in carriera raggiunge il quarto turno in una prova del Grande Slam, elimina tra gli altri la testa di serie nº 17 Hubert Hurkacz e cede in 4 set ad Andrej Rublëv. Fa quindi il suo esordio nella squadra britannica di Coppa Davis e contribuisce al passaggio nei quarti di finale vincendo contro Thanasi Kokkinakis l'unico incontro disputato. A ottobre perde la finale al Challenger 125 di Orléans contro Tomáš Macháč e rientra nella top 100. Sul finire di stagione vince il Challenger di Bergamo superando in finale in rimonta David Goffin. La settimana successiva raggiunge la sua prima finale ATP a Sofia, dove sconfigge in semifinale Struff e in finale cede ad Adrian Mannarino con il punteggio di 6–7, 6–2, 3–6. Chiude la stagione con la sconfitta subita nei quarti di finale di Coppa Davis contro Miomir Kecmanović e la Gran Bretagna viene eliminata per 2–0 dalla Serbia.

### 2024: semifinale agli US Open, primi due titoli ATP e top 15
All'esordio stagionale si prende la rivincita su Kecmanović al secondo turno di Adelaide, elimina quindi il nº 16 del mondo Tommy Paul, in semifinale ha la meglio su Aleksandr Bublik e, alla sua seconda finale ATP, cede a Jiří Lehečka con il punteggio di 6-4, 4-6, 3-6. Al secondo turno degli Australian Open ritrova Paul, che si impone in 4 set. Lascia solo 4 giochi allo stesso Paul al primo turno dell'ATP 500 di Acapulco, raccoglie altre due secche vittorie contro Nishioka e Kecmanović e si ritira nel corso del terzo set della semifinale contro il vincitore del torneo Alex de Minaur. Nei primi tre Masters 1000 stagionali vince un match solo al Miami Open. Eliminato nei quarti di finale agli Internazionali di Baviera al tie break del set decisivo da Taylor Fritz, raggiunge il secondo turno al Madrid Open e agli Internazionali d'Italia, risultati con cui sale al 35º posto mondiale.
Sconfitto al primo turno all'Open di Francia, sull'erba dello Stuttgart Open si aggiudica il primo titolo ATP in carriera; sconfigge tra gli altri Frances Tiafoe – contro il quale serve 31 ace – e in finale ha la meglio su Matteo Berrettini con il punteggio di 3-6, 7-6, 6-4. Al secondo turno dei successivi Queen's Club Championships consegue il successo più prestigioso da inizio carriera eliminando il nº 2 del mondo Carlos Alcaraz, campione uscente al Queen's e a Wimbledon e reduce dal trionfo al Roland Garros due settimane prima. Esce di scena nei quarti per mano del vincitore del torneo Tommy Paul, grazie a questi risultati porta il miglior ranking al 28º posto. Non va oltre il secondo turno a Wimbledon e al suo debutto olimpico ai Giochi di Parigi.
Riprende l'ascesa nel ranking con i quarti di finale raggiunti al Masters di Cincinnati grazie alle vittorie in rimonta su Tsitsipas e Félix Auger-Aliassime, e raccoglie sei soli giochi contro Holger Rune. Senza perdere alcun set, raggiunge per la prima volta i quarti in una prova del Grande Slam agli US Open. Elimina tra gli altri Botic van de Zandschulp, che al turno precedente aveva sconfitto il nº 3 ATP Carlos Alcaraz, accede alla semifinale con un'altra vittoria in tre set sul nº 10 del mondo Alex de Minaur e viene eliminato dal nº 1 Jannik Sinner. A fine torneo si trova al 20º posto mondiale. Perde entrambi gli incontri disputati nella fase a gruppi delle Finals di Coppa Davis e la Gran Bretagna esce di scena. Al Japan Open sconfigge il nº 8 del mondo Hubert Hurkacz e si ritira nel match di terzo turno per un problema agli addominali; abbandona anche il torneo di doppio dopo aver raggiunto la semifinale assieme a Tomáš Macháč. Nel successivo torneo di Vienna vince il suo secondo torneo in carriera e primo di categoria 500, supera tra gli altri Lorenzo Musetti in semifinale e ha la meglio su Karen Chačanov in finale con il punteggio di 6-4, 7-5, successo con cui sale alla 15ª posizione mondiale.

### 2025: vittoria a Indian Wells, finale a Madrid e top 4
Negli ottavi di finale degli Australian Open si ritira durante il match contro Carlos Alcaraz per un infortunio all'anca di cui già aveva sofferto durante la pausa invernale. Al Qatar Open ATP si spinge fino alla finale battendo tra gli altri Matteo Berrettini e Jiří Lehečka in semifinale. Viene sconfitto da Andrej Rublev per 5–7, 7–5, 6–1 e sale alla 12ª posizione del ranking. Vince il primo Masters 1000 in carriera a Indian Wells, elimina tra gli altri il detentore del titolo Carlos Alcaraz in semifinale e in finale ha la meglio su Holger Rune per 6–2, 6–2. Con questa vittoria arriva alla 7ª posizione mondiale e sale alla 6ª nonostante l'eliminazione al primo turno al Miami Open per mano del vincitore del torneo Jakub Menšík. Non supera il secondo turno al Monte Carlo Masters. Raggiunge la prima finale ATP in carriera sulla terra battuta al Masters 1000 del Madrid Open grazie ai successi sul nº 12 Tommy Paul e sul nº 11 Lorenzo Musetti, viene sconfitto da Casper Ruud e arriva alla 5ª posizione della classifica mondiale, diventando il secondo mancino dopo Nadal a entrare nella top 5 nella storia del ranking ATP. Agli Internazionali d'Italia esce nei quarti di finale per mano del vincitore del torneo Carlos Alcaraz, che si impone per 6-4, 6-4. Al Roland Garros viene eliminato negli ottavi di finale da Aleksandr Bublik e a fine torneo porta il miglior ranking alla 4ª posizione.
All'Atp 500 del Queens Club arriva fino in semifinale, dove perde da Jiri Lehecka al 3° set. 
A Wimbledon perde al secondo turno con l'ex n° 3 del mondo Marin Cilic.

## Statistiche

### Singolare

#### Vittorie (3)
| Legenda              |
| Grande Slam (0)      |
| ATP Finals (0)       |
| ATP Masters 1000 (1) |
| ATP Tour 500 (1)     |
| ATP Tour 250 (1)     |

| N. | Data            | Torneo                          | Superficie  | Avversario in finale | Punteggio        |
| 1. | 16 giugno 2024  | Stuttgart Open, Stoccarda       | Erba        | Matteo Berrettini    | 3–6, 7–6(5), 6–4 |
| 2. | 27 ottobre 2024 | Vienna Open, Vienna             | Cemento (i) | Karen Chačanov       | 6–4, 7–5         |
| 3. | 17 marzo 2025   | Indian Wells Open, Indian Wells | Cemento     | Holger Rune          | 6–2, 6–2         |

#### Finali perse (4)
| Legenda              |
| Grande Slam (0)      |
| ATP Finals (0)       |
| ATP Masters 1000 (1) |
| ATP Tour 500 (1)     |
| ATP Tour 250 (2)     |

| N. | Data             | Torneo                           | Superficie  | Avversario in finale | Punteggio        |
| 1. | 11 novembre 2023 | Sofia Open, Sofia                | Cemento (i) | Adrian Mannarino     | 6(6)–7, 6–2, 3–6 |
| 2. | 14 gennaio 2024  | Adelaide International, Adelaide | Cemento     | Jiří Lehečka         | 6–4, 4–6, 3–6    |
| 3. | 22 febbraio 2025 | Qatar Open ATP, Doha             | Cemento     | Andrej Rublëv        | 5–7, 7–5, 1–6    |
| 4. | 4 maggio 2025    | Madrid Open, Madrid              | Terra rossa | Casper Ruud          | 5–7, 6–3, 4–6    |

### Tornei minori

#### Singolare

##### Vittorie (12)
| Legenda tornei minori |
| Challenger (5)        |
| ITF (7)               |

| N.  | Data              | Torneo                                | Superficie  | Avversario in finale | Punteggio        |
| 1.  | 16 settembre 2018 | F4 Nottingham, Nottingham             | Cemento     | Andrew Watson        | 3–6, 7–6(3), 6–0 |
| 2.  | 23 settembre 2018 | F5 Wandsworth, Wandsworth             | Cemento     | Filip Bergevi        | 6–3, 6–2         |
| 3.  | 14 ottobre 2018   | F5 Lagos, Lagos                       | Cemento     | Tom Jomby            | 1–6, 6–3, 6–4    |
| 4.  | 4 agosto 2019     | M25 Roehampton, Roehampton            | Cemento     | Daniel Cukierman     | 4–6, 6–3, 6–2    |
| 5.  | 11 agosto 2019    | M25 Chiswick, Chiswick                | Cemento     | Igor Sijsling        | 6–4, 2–6, 6–3    |
| 6.  | 29 settembre 2019 | M25 Shrewsbury, Shrewsbury            | Cemento (i) | Julian Ocleppo       | 6–4, 6–0         |
| 7.  | 1º marzo 2020     | M25 Sunderland, Sunderland            | Cemento (i) | Igor Sijsling        | 6–2, 6–0         |
| 8.  | 16 gennaio 2022   | Città di Forlì II, Forlì              | Cemento (i) | Jay Clarke           | 6–3, 6–0         |
| 9.  | 20 febbraio 2022  | Città di Forlì IV, Forlì              | Cemento (i) | Tim van Rijthoven    | 6–1, 6–2         |
| 10. | 27 febbraio 2022  | Città di Forlì V, Forlì               | Cemento (i) | Alexander Ritschard  | 3–6, 6–3, 7–6(8) |
| 11. | 3 aprile 2022     | Saint-Brieuc Challenger, Saint-Brieuc | Cemento (i) | Zizou Bergs          | 6–2, 5–7, 6–4    |
| 12. | 5 novembre 2023   | Internazionali di Bergamo, Bergamo    | Cemento (i) | David Goffin         | 1–6, 7–6(3), 6–3 |

##### Finali perse (3)
| Legenda tornei minori |
| ITF (3)               |

| N. | Data              | Torneo                           | Superficie  | Avversario in finale | Punteggio     |
| 1. | 1º settembre 2019 | M15 Kiryat Shmona, Kiryat Shmona | Cemento     | Yshai Oliel          | 3–6, 7–5, 4–6 |
| 2. | 23 febbraio 2020  | M25 Glasgow, Glasgow             | Cemento     | Lucas Poullain       | 6–0, 5–7, 3–6 |
| 3. | 16 maggio 2021    | M25 Praga, Praga                 | Terra rossa | Manuel Guinard       | 4–6, 3–6      |
| 9. | 1º ottobre 2023   | Open d'Orleans, Orléans          | Cemento (i) | Tomáš Macháč         | 4–6, 6–4, 3–6 |

#### Doppio

##### Vittorie (1)
| Legenda tornei minori |
| ITF (1)               |

| N. | Data           | Torneo             | Superficie | Partner       | Avversari                  | Punteggio           |
| 1. | 21 luglio 2019 | M15 Cancún, Cancún | Cemento    | Nicolás Mejía | Aron Pierce Noah Schachter | 4–6, 7–6(2), [10–5] |

##### Finali perse (1)
| Legenda tornei minori |
| ITF (1)               |

| N. | Data              | Torneo                           | Superficie | Partner      | Avversari                 | Punteggio        |
| 2. | 1º settembre 2019 | M15 Kiryat Shmona, Kiryat Shmona | Cemento    | Aidan McHugh | Samuel Beren Raheel Manji | 4–6, 6–2, [6–10] |

### Grande Slam Juniores

#### Singolare

##### Finali perse (1)
| N. | Anno | Torneo                      | Superficie | Avversario in finale | Punteggio        |
| 1. | 2018 | Torneo di Wimbledon, Londra | Erba       | Tseng Chun-hsin      | 1–6, 7–6(2), 4–6 |

## Risultati in progressione
| V | F | SF | QF | #T | RR | Q# | A | ND |

(V) Torneo vinto; raggiunto (F) finale, (SF) semifinale, (QF) quarti di finale, (#T) turni 4, 3, 2, 1; (RR) round - robin; (Q#) Turno di qualificazione; (A) assente dal torneo; (ND) torneo non disputato.

### Singolare
Aggiornato a tutto il 26 agosto 2024.
| Tornei                | 2018    | 2019    | 2020    | 2021    | 2022    | 2023    | 2024  | Titoli      | V–S         | V%          |
| --------------------- | ------- | ------- | ------- | ------- | ------- | ------- | ----- | ----------- | ----------- | ----------- |
| Tornei Grande Slam    |         |         |         |         |         |         |       |             |             |             |
| Australian Open       | Assente | Assente | Assente | Assente | Assente | 1T      | 2T    | 0 / 2       | 1–2         | 33%         |
| Roland Garros         | Assente | Assente | Assente | Assente | Assente | 1T      | 1T    | 0 / 2       | 0–2         | 0%          |
| Wimbledon             | Q1      | Q1      | ND      | 1T      | 2T      | A       | 2T    | 0 / 3       | 2–3         | 40%         |
| US Open               | Assente | Assente | Assente | Assente | 3T      | 4T      | SF    | 0 / 3       | 10–3        | 77%         |
| Vittorie–Sconfitte    | 0–0     | 0–0     | 0–0     | 0–1     | 3–2     | 3–3     | 7–4   | 0 / 10      | 13–10       | 47%         |
| ATP Tour Masters 1000 |         |         |         |         |         |         |       |             |             |             |
| Indian Wells          | Assente | Assente | ND      | Assente | Assente | 4T      | 1T    | 0 / 2       | 3–2         | 60%         |
| Miami                 | Assente | Assente | ND      | 1T      | 2T      | A       | 2T    | 0 / 3       | 2–3         | 40%         |
| Monte Carlo           | Assente | Assente | ND      | Assente | Assente | 2T      | 1T    | 0 / 2       | 1–2         | 33%         |
| Madrid                | Assente | Assente | ND      | A       | 2T      | A       | 2T    | 0 / 2       | 2–2         | 50%         |
| Roma                  | Assente | Assente | Assente | Assente | Assente | Assente | 2T    | 0 / 1       | 1–1         | 50%         |
| Montréal/Toronto      | Assente | Assente | ND      | A       | QF      | A       | 1T    | 0 / 2       | 3–2         | 60%         |
| Cincinnati            | Assente | Assente | Assente | Assente | Assente | Assente | QF    | 0 / 1       | 3–1         | 75%         |
| Shanghai              | Assente | Assente | Assente | Assente | Assente | Assente |       | 0 / 0       | 0–0         | –           |
| Parigi-Bercy          | Assente | Assente | Assente | Assente | 2T      | A       |       | 0 / 1       | 1–1         | 50%         |
| Vittorie–Sconfitte    | 0–0     | 0–0     | 0–0     | 0–1     | 6–4     | 4–2     | 6–7   | 0 / 14      | 16–14       | 53%         |
| Statistiche Carriera  |         |         |         |         |         |         |       |             |             |             |
|                       | 2018    | 2019    | 2020    | 2021    | 2022    | 2023    | 2024  | Carriera    | Carriera    | Carriera    |
| Titoli / Finali       | 0 / 0   | 0 / 0   | 0 / 0   | 0 / 0   | 0 / 0   | 0 / 1   | 1 / 2 | 1 / 3       | 1 / 3       | 1 / 3       |
| Totale V–S            | 0–0     | 0–0     | 0–0     | 2–3     | 19–14   | 19–12   | 25–17 | 65–46       | 58.56%      | 58.56%      |
| Ranking di fine anno  | 561     | 338     | 303     | 265     | 42      | 61      |       | $ 2.914.754 | $ 2.914.754 | $ 2.914.754 |

* I walkover ricevuti durante i tornei disputati non contano come vittorie.

### Vittorie contro giocatori top 10
| Anno     | 2022 | 2023 | 2024 | Totale |
| -------- | ---- | ---- | ---- | ------ |
| Vittorie | 2    | 0    | 3    | 5      |

| #    | Giocatore             | Rank | Evento                             | Superficie | Turno | Punteggio     |
| ---- | --------------------- | ---- | ---------------------------------- | ---------- | ----- | ------------- |
| 2022 |                       |      |                                    |            |       |               |
| 1.   | Stefanos Tsitsipas    | 5    | Canadian Open, Montréal            | Cemento    | 2T    | 7–5, 7–6(4)   |
| 2.   | Félix Auger-Aliassime | 8    | US Open, New York                  | Cemento    | 2T    | 6–4, 6–4, 6–4 |
| 2024 |                       |      |                                    |            |       |               |
| 3.   | Carlos Alcaraz        | 2    | Queen's Club Championships, Londra | Erba       | 2T    | 7–6(3), 6–3   |
| 4.   | Alex de Minaur        | 10   | US Open, New York                  | Cemento    | QF    | 6–3, 7–5, 6–2 |
| 5.   | Hubert Hurkacz        | 8    | Japan Open, Tokyo                  | Cemento    | 2T    | 6–4, 6–4      |